# Fornsvenska
Fornsvenska är den svenska som brukades under perioden omkring 800–1526, från att uröstnordiskan övergår till fornöstnordiskan till översättningen av Nya testamentet 1526, som fått markera början för äldre nysvenska.
Likt forndanskan och fornnorskan kan fornsvenskan enkelt indelas i tre perioder:
| • Runsvenska           | (ca 800–1225)  |
| • Klassisk fornsvenska | (ca 1225–1350) |
| • Yngre fornsvenska    | (ca 1350–1526) |

## Historia
När Sverige blev kristet ersattes landets nordiska runor av latinska bokstäver, men många fortsatte också att rista runor i trä och sten. Dessa runor kallas för medeltida runor.
Framförallt två grupper använde skriftspråket: kungens män och kyrkans män. Kungens män skrev ned t.ex. lagtexter. Kyrkans män, såsom munkar, översatte religiösa texter från grekiskan och latinet. De äldsta handskrifterna på svenska är lagtexter.  Allra först kom västgötarnas lagar år 1225; "Äldre Västgötalagen". Vid mitten av 1300-talet kom den första rikssvenska lagboken, "Magnus Erikssons landslag". På den här tiden fanns det inga regler för hur man skulle stava eller skriva; man skrev ungefär som man talade.
Under denna period lånade det svenska språket in många ord från andra språk. Eftersom kyrkans folk översatte texter från grekiskan och latinet, så lånades många nya ord in från dessa två språk. Exempel: altæri, biskupear, klockæ, kloster. 

### Tyskans inflytande
Rika personer och hantverkare från områden i det som idag är Tyskland bosatte sig ofta i Sverige. Hansan bildades på 1300-talet och många köpmän som talade språket lågtyska bosatte sig i svenska städer. Det svenska språket påverkades mycket av Hansan. Språket tog till sig en mängd lågtyska ord inom olika områden. Exempel: 
- Titelord: t.ex. herra, grevi.
- Handel: t.ex. köpa, pænningar.
- Yrken: t.ex. skomakare, skrædare.
- Varunamn: t.ex. frykt, krydhe.
- Byggnadskonst: t.ex. mur, källare.

Denna utveckling kulminerade med Albrecht av Mecklenburg, men också efter dennes tronavträde 1389 skulle tyskarna ha ett betydande inflytande.

## Ordbok
Ordförrådet från fornsvenska finns samlat i Ordbok öfver svenska medeltidsspråket.